# Готардски базни тунел
Готардски базни тунел (GBT) железнички је базни тунел кроз швајцарске Алпе. Званично је отворен 1. јуна 2016. године, а пуним капацитетом је почео да ради 11. децембра 2016. године. Са дужином руте од 57,09 km и укупно 151,84 km тунела, окана и пролаза, ово је најдужи и најдубљи саобраћајни тунел на свету те прва равна траса ниског нивоа кроз Алпе.
Пројекат се састоји из два тунела са по једним колосеком и спаја Ерстфелд (Ури) са Бодиом (Тичино) те пролази испод Зедруна (Граубинден). Део је пројекта Алптранзит (енгл. AlpTransit), такође познатог и као Нова железничка веза кроз Алпе, у који је такође укључен и Ченеријски базни тунел који је у изградњи и планирано је да се отвори крајем 2020. године на југу, те Лечбершки базни тунел између кантона Берн и Вале (на главној оси север—југ). Базни тунел заобилази већи део Готардбана, вијугаве планинске руте отворене 1882. године преко Сен-Готардског масива, којом се тренутно саобраћа у пуном капацитету. Успоставља директну руту коју ће моћи да користе возови велике брзине и тешки теретни возови. Ово је трећи тунел који спаја кантоне Ури и Тичино након што је изграђен Готардски тунел и Готардски цестовни тунел.
Главна намена Готардског базног тунела је да се повећа локални транспортни капацитет кроз алпску баријеру, поготово за терет на коридору Ротердам—Базел—Женева; прецизније, циљ је пребацивати велике количине терета не камионима већ теретним возовима. Овиме се неће само значајно смањити опасност од фаталних саобраћајних незгода у којима учествују камиони, већ ће се и смањити уништавање средине које изазива све већа количина терета превожена тешким камионима. Тунел омогућава и бржу везу између кантона Тичино и остатка Швајцарске, као и између северне и јужне Европе; пут на траси Цирих—Лугано—Милано ће за путничке возове да буде краћи за један сат (од Луцерна до Белинцоне ће се уштедети 45 минута).
Након што је 64 посто швајцарских гласача прихватило пројекат Алптранзит на референдуму из 1992, градња тунела је започета 1996. године. Операције бушења у источном тунелу су завршене 15. октобра 2010. године церемонијом пробијања преношеном уживо на швајцарској телевизији, док је бушење западног тунела завршено 23. марта 2011. године. Извођач радова на тунелу, Алптранзит Готард АГ, првобитно је планирао да тунел преда Швајцарским федералним железницама (SBB&nbsp;CFF&nbsp;FFS) у оперативном стању децембра 2016; дана 4. фебруара 2014. овај рок је померен на 5. јун 2016. године, те је покренут бројач на веб-сајту Алптранзита који је почео да по календару одбројава 850 дана до отварања. Укупан планирани фонд пројекта је био око 9,8 милијарди швајцарских франака (8,85 милијарди евра; 10,3 милијарди америчких долара); цена изградње тунела је на крају прешла 12 милијарди долара. Девет људи је умрло за време градње.

## Позадина
Готардски превој висок 2.106 метара је од 13. века важна трговачка рута од северне до јужне Европе. Контрола његових приступних путева води самом настанку Старе швајцарске конфедерације. Готардски превој је смештен на пола удаљености од Луцернског до језера Мађоре. Историјски је најкраћа веза између пловне Рајне и Поа. Отварањем Готардског железничког тунела године 1882, време путовања од Алтдорфа до Бијаске драстично је смањено, са око 30 сати (користећи поштанске кочије) на само неколико сати. Потом је додатно смањено отварањем тада веома напредног Готардског цестовног тунела, године 1980.
Данас, и железничка и цестовна рута су међу најважнијим начина преласка Алпи осом север—југ.
Након отварања тунела за аутомобиле 1980. године, саобраћај је порастао више него десетоструко и постојећи тунел је био доведен до лимита свог капацитета до 2013. године. Други тунел ће бити изграђен поред првог, што је одлучено на резултатима националног референдума. Изградња треба да почне 2020. и заврши се 2027. године.
Већ 1947. године, инжењер Едуард Грунер замишљао је двоспратни базни тунел од Амштега до Бијаске, и железнички и цестовни, са станицом у Седруну, да би се омогућио бржи и равнији пролаз кроз Швајцарске Алпе. Слично као и у Грунеровој идеји, GBT сече Готардски масив неких 600 m испод старијег тунела. На тренутној прузи, Готардској железници, само возови до 1300 t при вожњи са две локомотиве или до 1500 t са додатним гурачким мотором на крају могу да пролазе кроз уске планинске долине и кроз спиралне тунеле који се пењу и до улаза у стари тунел на висини од 1151 m изнад нивоа мора. Када GBT буде радио пуним капацитетом, стандардни теретни возови до 3600 t моћи ће да прођу ову природну баријеру.
Због константног пораста међународног камионског саобраћаја, Швајцарци су фебруара 1994. године гласали за промену политике транспорта (енгл. Traffic Transfer Act, усвојен октобра 1999). Други закон, Акт о заштити Алпи (енгл. Alpine Protection Act) из 1994. године, одредио је да је неопходно пребацити што више терета са камионског транспорта на транспорт возовима.
Циљ закона представља транспорт камиона, приколица и теретних контејнера кроз Швајцарску, од Базела до Кјаса, и даље железницом да би се растеретиле оптерећене цесте — а поготово оне цесте Готарда — коришћењем интермодалног транспорта терета и такозваног ролинг хајвеја где се цео камион транспортује. GBT у великој мери доприноси испуњавању захтева оба закона и омогућава директну равну руту од лука Северног мора (тачније Ротердама) до лука Средоземног мора (тачније Ђенове) преко Рајнског коридора.
Путнички возови кроз GBT могу да путују брзином до 250 km/h, чиме је тренутно смањено време трансалпског путовања возом за 40 минута односно за један сат када се заврше суседни Цимербершки и Ченеријски базни тунел до око 2030. године. Ово се може сматрати револуцијом, поготово у изолованом региону Тичино, који је одвојен од остатка земље Алпима и Готардом. Две станице, Белинцона и Лугано („Врата Тичина” и „Тераса Тичина”) потпуно су реновиране за отварање тунела GBT, поред осталих унапређења.
Готардски базни тунел је 2016. године постао најдужи железнички тунел на свету. Ово је трећи швајцарски тунел који је понео ову титулу, после Готардског тунела и Симплонског тунела који су својевремено били најдужи са 15  (1882) и 19,8  (1905) дужине, редом. Трећи је тунел изграђен испод превоја Готард, након Готардског тунела и Готардског цестовног тунела.

## Опис
Готардски базни тунел је, дужином 57,09 km и са укупно 151,84 km тунела, окана и пролаза, најдужи железнички тунел на свету, са геодетским растојањем од 55,782 km између двају улаза. Ово је такође прва равна рута кроз Алпе или било који други планински ланац, са максималном висином од 549 m изнад нивоа мора, што одговара висини Берна. Такође је и најдубљи железнички тунел на свету, са максималном дубином од 2450 m, која може да се пореди са дубином најдубљих рудника на свету. Без вентилације, температура унутар планине досеже 46 °C.
Као и два друга тунела која пролазе испод Готарда, Готардски базни тунел повезује две алпске долине преко Сен-Готардског масива: Урнер Реустал у кантону Ури (у коју утиче река Реус) и Вале Левентина, највећа долина у кантону Тичино (у коју утиче река Тичино). За разлику од ова два и већине других тунела, Готардски базни тунел пролази испод неколико различитих планинских масива од којих су два главни поддиапазони Алпи — Гларуске Алпе и Сен-Готардски масив —, са долином Предње Рајне (Сурзелва) у кантону Граубинден између њих. Тунел пролази испод ова два диапазона више од 2 km испод Круцлиштока (2709 m) и Пиц Ваћире (2983 m, у близини Лукманијера. Док су кантони Ури и Тичино део немачког односно италијанског говорног подручја Швајцарске (редом), Сурзелва је углавном на романшком говорном подручју.
Алпи имају јак утицај на климу Европе — а поготово климу Швајцарске — па тако временски услови на два краја а могу да буду доста различити, како каже и тичински архитекта Марио Бота: „Светло се мења у Готарду: оно Средоземног мора није исто као и оно континента, оно централних земаља, оно Европе далеко од мора.” У просеку, температура је 2—3 °C већа на јужној него на северној страни, али некада температурне разлике могу да буду и преко 10 °C.
Северни улаз/излаз лежи северно од општине Ерстфелд на надморској висини од 460 m, источно од Реуса. Ту тунел пробија западне падине Белметена и Кли Виндгелена (мада само маргинално) пре проласка испод долине Керстеленбаха (поток у Мадеранерталу). Одатле, тунел наставља паралелно са малом долином Ецлија, испод Витеналпштока. Главни гребен Гларуских Алпи, који је вододелница између Реуса и Предње Рајне, укрштава се испод Круцлиштока, гребена са надморском висином од око 2.700 m у овој тачки. Од гребена и границе, тунел се пружа паралелно у односу на малу долину реке Штрем (Вал Штрем) пре проласка испод Зедруна и Предње Рајне. Од дна долине, тунел наставља према долини Рајн да Налпса (Вал Налпс) и пролази источно од Лаи да Налпса, пре укрштања са Ганаречким превојем испод западног врха Пиц Ваћире (2.981 m). Ово је најдубља тачка тунела, са слојем стена смештених изнад дебелим 2.450 m. Тунел затим пролази испод долине Рајн да Медела (Вал Медел) и западно од Лаи да Сонћа Марије. Неколико километара даље, тунел пролази кроз вододелницу између Предње Рајне и Тичина, нешто северно од Пицо дел’Уома (2.525 m). Ова тачка одговара главном ланцу Алпи и главна је дренажна подела између Рајне и Поа. Још неколико километара, тунел пролази испод двеју западних притока Брена у Вале Санта Марији пре пресецања последњег ланца, западно од Пределпског превоја (око 2.500 m) и источно од Фаида. Потом наставља источним обронцима велике Вале Левентине, долине Тичина, око 18 km све до свог јужног излаза/улаза у Бодију на надморској висини од 312 m, само 3 km пре Бијаске где се Брено спаја са Тичином. Најближе железничке станице до улаза у тунел су Алтдорф и Бијаска. Прве железничке станице у редовној служби на базној линији (2016/17) представљају Арт-Голдау (Швиц), железничко чвориште са везама до Луцерна и Цириха те Белинцоне („Врата Тичина”), са везама до Луцерна, Каденацо-Луина и Лугана (преко Железничког тунела Монте Ченери). Путовање од Арт-Голдауа до Белинцоне траје не више од сат времена. Станица Алторф је планирано да се отвори до 2021. године. Такође, постојале су идеје за коришћење станице у Бијаски. Путовање од Алтдорфа до Бијаске би трајало мање од 25 минута.
- Ерстфелд (северни портал), 460  н. м.
- Зедрунски портал (приступ за одржавање), 1334  н. м.
- Фаидски портал (приступ за одржавање), 757  н. м.
- Бијаска (јужни портал), 312  н. м.

## Изградња
| Година | Месец     | Укупно ископано | Укупно ископано   | Укупно ископано |
| Година | Месец     | (километри)     | од планираног (%) |                 |
| ------ | --------- | --------------- | ----------------- | --------------- |
| 2004.  | јул       | 52,34 km        | 34,1              |                 |
| 2005.  | јун       | 74,59 km        | 48,6              |                 |
| 2006.  | јун       | 94,10 km        | 61,3              |                 |
| 2007.  | јун       | 103,67          | 67,6              |                 |
| 2008.  | март      | 108,02 km       | 70,4              |                 |
| 2008.  | април     | 109,00 km       | 71,0              |                 |
| 2008.  | јул       | 113,20 km       | 73,8              |                 |
| 2008.  | август    | 115,20 km       | 75,1              |                 |
| 2008.  | октобар   | 118,40 km       | 77,2              |                 |
| 2009.  | јануар    | 124,00 km       | 81,6              |                 |
| 2009.  | март      | 127,30 km       | 83,9              |                 |
| 2009.  | мај       | 131,00 km       | 86,3              |                 |
| 2009.  | јун       | 133,00 km       | 87,6              |                 |
| 2009.  | јул       | 134,80 km       | 87,9              |                 |
| 2009.  | август    | 136,60 km       | 90,0              |                 |
| 2009.  | септембар | 137,30 km       | 90,4              |                 |
| 2009.  | октобар   | 138,60 km       | 91,3              |                 |
| 2009.  | новембар  | 140,00 km       | 92,2              |                 |
| 2009.  | децембар  | 141,38 km       | 93,0              |                 |
| 2010.  | јануар    | 141,82 km       | 93,4              |                 |
| 2010.  | фебруар   | 142,48 km       | 93,8              |                 |
| 2010.  | март      | 143,80 km       | 94,7              |                 |
| 2010.  | април     | 144,80 km       | 95,4              |                 |
| 2010.  | мај       | 145,40 km       | 95,8              |                 |
| 2010.  | јун       | 146,10 km       | 96,2              |                 |
| 2010.  | јул       | 146,60 km       | 96,6              |                 |
| 2010.  | август    | 147,33 km       | 97,0              |                 |
| 2010.  | септембар | 147,98 km       | 97,5              |                 |
| 2010.  | октобар   | 149,10 km       | 98,2              |                 |
| 2010.  | новембар  | 149,90 km       | 98,7              |                 |
| 2010.  | децембар  | 150,40 km       | 99,0              |                 |
| 2011.  | јануар    | 150,49 km       | 99,1              |                 |
| 2011.  | фебруар   | 150,77 km       | 99,3              |                 |
| 2011.  | март      | 151,26 km       | 99,6              |                 |
| 2011.  | април     | 151,70 km       | 99,91             |                 |
| 2011.  | мај       | 151,75 km       | 99,94             |                 |
| 2011.  | јун       | 151,82 km       | 99,99             |                 |
| 2011.  | јул       | 151,82 km       | 100               |                 |

Алптранзит Готард АГ (енгл. AlpTransit Gotthard AG) био је задужен за изградњу. То је подружница у потпуном власништву Швајцарских федералних железница (SBB&nbsp;CFF&nbsp;FFS).
Како би се време изградње преполовило, четири приступна тунела су изграђена да би изградња могла да почне на четири различита места истовремено (Ерстфелд, Амштег, Зедрун и Фаидо). Пети приступни тунел је направљен додатно (Бодио). Два тунела су спојена на сваких приближно 325 m галеријама за повезивање. Возови могу да се крећу између тунела на две мултифункционалне станице у Зедруну и Фаиду. Ове станице су место где се чува опрема за вентилацију и техничка инфраструктура SBBте служе као место за принудно заустављање и рута за евакуацију у случају нужде.
Приступ зедрунској функционалној станици је омогућен тунелом за нивелисање приступа који је дуг 1 km од дна долине у близини Зедруна. На крају приступног тунела, две вертикалне цеви воде 800 m испод до базног нивоа тунела. Предлог да се изгради функционална железничка станица по имену Порта Алпина (ромн. Porta Alpina — „Алпска врата”) на овом месту је својевремено разматран, али је пројекат стављен 2007. на чекање и дефинитивно одбачен од стране федералних власти 2012. године као ’неекономичан’.
Финално пробијање источне цеви било је 15. октобра 2010. године у 14.17 [+2.00]. Финално пробијање западне цеви било је 23. марта 2011. године у 12.20.
Тунел је потпуно пређен од Бодија до Ерстфелда први пут 30. августа 2013. године за шест сати, дизелским возом, аутобусима и пешице.
Оперативна фаза испитивања је започета 16. децембра 2013. године, и то на деоници дугој 13 km у јужном делу западне цеви између Фаида и Бодија. Намена је било тестирање инфраструктуре и свих помоћних система.
Инсталација железничких колосека је завршена 31. октобра 2014. године. Златна спална на самом крају колосека постављена је током манифестације поводом обележавања прекретнице у изградњи.
Након добијања дозволе Федералног уреда за транспорт, 1. октобра 2015. године извршени су први тестови на целој дужини тунела GBT, постепено повећавајући брзину. Воз је 8. новембра 2016. године постигао максималну брзину од 275 .

### Расподела радова
Уговори су додељивани по секцијама:
- Ерстфелд (7,7 km дуга секција од Ерстфелда до Амштега), са две машине за бушење тунела које су пробијале две цеви; пробијање источне цеви између Ерстфелда и Амштега је било 15. јуна 2009. године; подручје портала је ископано на површину
- Амштег (11,3 km дуга секција од Амштега до северног дела Зедруна); ARGE AGN (Штрабаг и Цеблин Мурер) склопили су уговор за рад на овом сектору;[40] Амштегова секција је 9. децембра 2009. године званично достављена власнику за опремање;[41] цивилни инжењеринг, градња, бетон и радови на облагању су завршени почетком 2010.[42]
- Зедрун (8,6 km источне цеви и 8,7 km западне цеви у секцији одмах северно и јужно од Зедруна); заједно са радовима које је изводио Транско (Билфингер, Импленија, Фрутигер и Импреза Пицароти);[43][44] финално пробијање западне цеви било је у марту 2011. године;[45] северне цеви од Амштега до зедрунске мултифункционалне станице (северно) предати су уговарачу из системских железница Транстек Готард 15. септембра 2011. године, што је датум одређен у распореду за изградњу[46]
- Фаидо (13,4 km источне цеви и 13,6 km западне цеви у секцији од југа Зедруна до Фаида); за радове су били задужени Конзорцијум TAT (Алпајн мејредер бау,  Импреза коструциони, Хохтиф и Импленија и Импређило)[47]
- Бодио (15,9 km источне цеви и 15,6 km западне цеви у секцији од Фаида до Бодија); радовима Конзорцијума TAT (Алпајн мејредер бау,  Импреза коструциони, Хохтиф и Импленија и Импређило) секција је доведена у оперативно стање;[47] цивилни инжењеринг, изградња, бетон и радови на облагању су завршени почетком 2010.[42]

### Смрти у току градње
Девет радника је изгубило свој живот за време изградње: један у амштешкој секцији, два у зедрунској секцији и по три у најјужнијој фаидској и бодиоској секцији. То су били:
- Андреас Рајхарт (33) из Гере (Немачка); прва жртва изградње тунела, погођен шипком за бушење која је пала са 700 метара, 8. јуна 2000.[48]
- Жак ду Плој (23) из Јужне Африке; закопао га ископани материјал 12. марта 2002.[49]
- Хаико Бујак (35) из Харбкеа (Немачка); погођен стеном 3. априла 2003.[50]
- Алберт Гинцингер (37) из Маутерндорфа (Аустрија); згњечен калемом кабла који се преврнуо 11. септембра 2003.[51][52]
- Андреа Асторино (31) из Италије и Салваторе ди Бендето (23) из Ђубјаска (Швајцарска); погођени при удесу воза за транспорт ископаног материјала 21. јануара 2005.[53][54]
- Торстен Елземан из Оберхаузена (Немачка); згнечио га воз за транспорт ископаног материјала 23. новембра 2006.[55]
- Ханс Гамел из Немачке; испао из воза за проверу сигурносних система 24. јуна 2010.[56]
- Ђузепе Лијуцо из Наза (Италија); пао са скеле 16. јуна 2012.[57]

## Политика
Реализација пројекта GBT, као највећег и главног дела NRLA, такође је прототипски пример директне демократије у Швајцарској. Да би овај мега пројекат успео, политичке институције морале су такође да прођу кроз многе парламентарне седнице и неколико главних народних гласања, укључујући и следећа:
- 27. септембар 1992, Предлог NRLA (опциони референдум): Коначни предлог Федералног савета прихваћен је са 63,6% гласова за (одбијен у 1+2/2 кантона, излазност 45,9%)[60][61]
- 20. фебруар 1994, Алпска иницијатива (федерална народна иницијатива): Иницијатива која је дошла од стране неколико приватника с циљем да се заштити алпска средина од негативног утицаја саобраћаја била је прихваћена[62] са 51,9% гласова за (одбијена у 7 кантона, излазност 41%).[63][64] Иницијатива је прихваћена противно препорукама Федералног савета из 12. фебруара 1992. да се иницијатива одбије без икаквог противпредлога,[64][65] и противно препорукама парламента (оба дома) из 18. јуна 1993. године да се одбије иницијатива.[64][66]
- 29. новембар 1998, Финансирање јавног транспорта (обавезни референдум): Укупан буџет од 30 милијарди швајцарских франака за неколико пројеката јавног транспорта прихваћен је са 63,5% гласова за (одбијен у 1+3/2 кантона, излазност 38,3%); „NRLA добија 13,6 милијарди швајцарских франака”[67][68]
- 21. мај 2000, Билатерални споразуми са ЕУ / Камиони од 40 тона / Велике накнаде за саобраћај (опциони референдум): Као део целог пакета од неколико билатералних споразума са ЕУ, Швајцарци су прихватили предлог са 67,2% гласова за (одбијен у 2 кантона, излазност 48,3%); такође се мења и горњи лимит за камионе са 28 тона на 40 тона, али ЕУ у исто време прихвата и нове велике накнаде за саобраћај које ће бити коришћене за финансирање [69][70]
- 17. децембар 2003, Ченеријски базни тунел (парламентарна седница): Контроверзно финансирање Ченеријског базног тунела коначно је прошло парламентарним одобрењем (само), а могућност опционог референдума није се разматрала од стране ити једне политичке групе или јавности; тадашњи министар саобраћаја, федерални канцелар Мориц Лојенбергер, рекао је следеће: „Ово је једини начин да се железница [Готардска оса] направи равном линијом између Базела и Кјаса.”[71]

## Отварање

### Церемонија и пуштање у рад
Године 2016, неколико свечаности и специјалних церемонија одржано је поводом тунела Готард. Главне су биле на дан отварања, почетком јуна, назване Gottardo 2016. Већина јавних институција придружила се слављу, као што је то Швајцарска пошта која је издала посебне марке за Готардски базни тунел или Свисминт који је издао серију златних и сребрних новчића посвећених отварању.
Дан пре инаугурације, 31. маја 2016. године, одржана је комеморација за деветоро радника који су погинили током изградње, у церемонији код северног улаза у Ерсфелду; комеморације су предводили католички генерални викар и викар Евангелистичке реформисане регионалне цркве Ури, јеврејски рабин и муслимански имам. Бронзану спомен-плочу са именима страдалих — четворо из Немачке, троје из Италије и по једно из Јужне Африке и Аустрије — открио је ИД Алптранзит Готарда Ренцо Симони. Католички храм Светој Варвари, заштитници рудара, стоји унутар тунела као меморијал.
Тунел је 1. јуна 2016. године званично инаугурисан. На северном улазу у Ерстфелд, председник конфедерације Јохан Шнајдер-Аман говорио је о „великом кораку за Швајцарску али једнако битном и за наше суседе и остатак континента”, док се преносом уживо са јужног улаза у Бодију емитовао говор министра за транспорт Дориса Лојтхарда. Част да се први провозају тунелом имале су стотине швајцарских грађана који су лутријом на извлачењу освојили карте, док су окупљени гости у Ерстфелду — федерални савет in corpore, поглавари држава и владе суседних земаља те министри саобраћаја из разних земаља, укључујући немачку канцеларку Ангелу Меркел, француског председника Франсоу Оланда, италијанског премијера Матеа Ренција и аустријског канцелара Кристијана Керна — присуствовали програму отварања Sacre del Gottardo Фолкера Хесеа, у ком су наступали плесачи, акробате, певачи и музичари који су прослављали алпску културу и историју. Следећег викенда одржане су популарне свечаности и специјални програми за посетиоце, којих је било више од 100.000.

#### Контроверзе
Церемонија инаугурације, коју је режирао Фолкер Хесе, изазвала је одређену дозу контроверзе. Била је описивана као неумесна, чудна, па чак и сатанска.

### Специјални возови Готардино
Швајцарске федералне железнице су од 2. августа до 27. новембра 2016. године организовале посебан превоз возовима кроз тунел назван „Готардино” (Gottardino), који је био отворен за јавност. У питању је била једнодневна вожња од Флијелена до Бијаске и назад. Возови су стајали у тунелу да би се путницима омогућило да посете изложбе унутар подземне мултифункционалне јединице у Зедруну, чија је намена иначе само за хитне случајеве.
- Готардино полази са станице у Бијаски
- Готардино улази у Готардски базни тунел
- Готардино стаје на мултифункционалној станици у Зедруну
- Изложба унутар Зедрунске мултифункционалне станице

### Редовна служба
GBT је 2016. године екстензивно истестиран пре интеграције у редовни распоред 11. децембра 2016. године. Шест дана пре пуштања у пуни промет, Швајцарске федералне железнице су добиле дозволу од Федералног саобраћајног уреда да користе нову базну линију. Док се базни тунел користи за Интерсити возове (ICN) и Евросити возове (EC), горња линија остаје за употребу за регионалне возове.

## Бројке
- Дужина:[4]
  - Укупно: 151,840 km
  - Западна цев: 57,017 km
  - Источна цев: 57,104 km
- Пречник сваке цеви са једним колосеком: 8,83-9,58m[4]
- Растојање између цеви за попречне прелазе: око 325 m[4]
- Број цеви за попречне прелазе: 178[4][85]
- Максимална висина материјала изнад тунела: 2450 m [у Пиц Ваћири][4][25]
- Почетак градње: 1993. (прва бушења), 1996. (припреме), 4. новембар 1999. (званични почетак, прва минирања), 2003. (механичка ископавања)
- Пробијање: 15. октобар 2010. (источна цев),[86] 23. март 2011. (западна цев)
- Пуштање у рад: мај 2016.
- Инаугурација/отварање: 1. јун 2016.
- Почетак дневне путничке службе: 11. децембар 2016. [погледајте ред вожње#Швајцарска][87]
- Укупан трошак: 9,74 милијарди франака[86] (ажурирано: октобар 2010.) [10,1 милијарди долара, 8,8 милијарди евра; 1,1 билиона динара]
- Возова по дану: 180—260 теретних возова, 50 (65 од 2020) путничких возова[85][88]
- Систем електрификације: 15 ; 16,7 [4]
- Максимална брзина: 250 km/h[4]
- Оперативна брзина: теретни возови — минимално 100 km/h; путнички возови — 200 km/h[85]
- Време путовања: путнички возови — 20 минута[85]
- Сигурносна правила: Захтеви за безбедност на вагонима су слични онима код осталих швајцарских тунела, укључујући могућност да се премости кочница за случај опасности
- Количина ископане стене: 28200000 t,[4][89] [13300000 m³; еквивалентно 5 пирамида у Гизи]
- Број машина за бушење тунела: 4 Херенкнехт грипер а — машине са бројевима 210 и 211 радиле су северно од Бодија до Фаида и Зедруна и добиле су надимак Сиси и Хајди (редом); машине 229 и 230 радиле су јужно од Ерстфилда до Зедруна и биле су познате као Габи  и Габи 
  - Укупна дужина: 440 m [укључујући и додатну опрему]
  - Укупна маса: 3000 t
  - Снага: 5 
  - Макс. ископано у дану: 25-30m [у одличним условима стена]
  - Укупна дужина ископана са ом: око 45 km [за сваку цев]
  - Произвођач: Херенкнехт из Шванауа (Немачка)

|  |  |  |  |